# Tameslohte (kommun)
Tameslohte (franska: Tameslohte (CR), Tameslohte (Commune Rurale), arabiska: تحناوت) är en kommun i Marocko.   Den ligger i provinsen Al Haouz och regionen Marrakech-Safi, i den centrala delen av landet, 300 km söder om huvudstaden Rabat. Antalet invånare är 15 062.